# Condado de Highland (Virgínia)
O Condado de Highland é um dos 95 condados do estado americano de Virgínia. A sede do condado é Monterey, e sua maior cidade é Monterey. O condado possui uma área de 1 077 km² (dos quais 0 km² estão cobertos por água), uma população de 2 536 habitantes, e uma densidade populacional de 2 hab/km² (segundo o censo nacional de 2000). O condado foi fundado em 1847.